# سحر زند
سحر زند (زادهٔ ۱ بهمن ۱۳۶۷) خبرنگار و مجری رادیو و تلویزیون، و مستندساز ایرانی-بریتانیایی است.
عمده مستندها و گزارش‌های سحر زند در سال‌های اخیر برای شبکه جهانی بی‌بی‌سی و کانال ۴ بوده‌است. بسیاری از کارهای او به زبان‌های مختلف ترجمه شده و در کانال‌های مختلف بی‌بی‌سی، از جمله بی‌بی‌سی فارسی، پخش می‌شوند. او گزارشگری در تلویزیون، رادیو، و دنیای آنلاین رو پوشش می‌دهد. سحر کار در رسانه را در سال ۱۳۸۹ به عنوان مجری من و تو پلاس از کانال من و تو در سال شروع کرد. او کار در بی‌بی‌سی را در سال ۱۳۹۳ با بی‌بی‌سی فارسی شروع کرد و پس از چند ماه به بخش جهانی شبکه منتقل شد.
بسیاری از از پروژه‌های زند، او را به دورافتاده‌ترین و گاهی خطرناک‌ترین نقاط دنیا برده‌اند. از میان سوژه‌هایی که او کار کرده‌است، «چاقی اجباری» در موریتانی، توافق هسته‌ای ایران، جنبش من-هم «metoo#» در بالیوود هند، بهداشت روانی در افغانستان، بحران پناهندگان، تغییرات اقلیمی، خشونت خانگی، سیاه پوستان در آمریکا به دست پلیس، مبارزه با اخبار جعلی و شهرت در شبکه‌های اجتماعی را می‌شود نام برد.
سحر از سال ۱۳۹۶، کار پاره‌وقت به عنوان استاد دانشگاه غرب لندن در رشته مستندسازی را شروع کرد.

## کارنامه
منتخب به عنوان یکی از بهترین‌های سال ۲۰۱۶ میلادی توسط خبرنگاران شبکه جهانی بی‌بی‌سی گزارش سحر زند «پیوستن زنان مراکشی به رقابت در میدانی که در انحصار مردان بود» زن‌های سوارکار بربر را به تصویر کشید که بر خلاف رسم سنتی به ورزش خطرناک «فانتازیا» رو آوردند که قرن‌هاست یک بازی مردانه به حساب می‌آید و در میدان رقابت جلوی مردها ایستادند. در این مسابقه تیم‌های سوارکار روی اسب‌هایشان می‌تازند و به صورت هماهنگ تفنگ‌هایشان را شلیک می‌کنند.
یکی دیگر از مستندهای او «زندگی با مردگان» برای بی‌بی‌سی است. این مستند رسوم عجیب و منحصر به فرد مردمان جزیره سولاوسی در اندونزی را با مردگانشان به تصویر کشید. جایی که از اجساد غالباً داخل خانه و در کنار خانواده متوفی نگهداری می‌شود.
یکی دیگر از گزارش‌های جنجالی زند «نگران گرمایش زمین هستید؟ 'حشره بخورید'» عنوان دارد. در این گزارش که او چندین حشره مختلف از جمله سوسک، کرم، ملخ و مورچه را جلوی دوربین خورد، به بحث مصرف بی‌رویه گوشت توسط انسانها و تأثیرات آن بر محیط زیست پرداخت.
در مستندی دیگر برای شبک جهانی بی‌بی‌سی که یکی از منتخبین جوایز FPA است، او به تنها تیمارستان در افغانستان، جایی که از خطرناک‌ترین بیمارهای روانی کشور نگهداری می‌کنند رفت تا از تأثیرات نزدیک به ۴۰ سال جنگ بر روان مردم این کشور پرده بردارد. در میان بیمارانی که در مستند حضور دارند یک طالب و یک مجاهد بودند که پاهایشان به هم زنجیر بود.
در سال ۱۳۹۶ سحر مستند «خشونت جنسی در بالیوود» را برای برنامه "Unreported World" کانال ۴ انگلستان ساخت. در این مستند سحر با هنرپیشه‌های برجسته هندوستان راجع به تجاوز، خشونت و آزار و اذیت جنسی مصاحبه کرد تا بلکه شیوع جنبش metoo# را در صنعت فیلم هند بررسی کند.
در مستند «چاقی اجباری»، سحر زند برای برنامه Unreported World کانال ۴ به کشور موریتانی در غرب آفریقا سفر کرد. در این کشور هر چه زن‌ها چاق‌تر باشند، زیباتر به حساب می‌آیند. این زن‌ها و دخترها را زیر فشار قرار داده‌است تا اقدام‌های خطرناکی بکنند برای اضافه کردن وزن. در طول فیلم سحر شاهد چگونگی شرکت اجباری دختران در فصل پروار است، که مادرانشان آنها را وادار به خوردن روزی ۱۶۰۰۰ کالری می‌کنند، تا بلکه آن‌ها بعد از اضافه کردن وزن به چشم مردها جذاب تر بیایند. در این مستند او همچنین از روش دیگری برای اضافه کردن وزن در موریتانی پرده برداشت: مصرف بعضی زن‌ها از دارو، مواد شیمیایی و حتی هرمونهای مخصوص پروار حیوانات - که عواقب فجیعی به همراه داشته.

## زندگی شخصی
سحر زند در سال ۱۳۶۷ در تهران متولد شد. ۱۱ ساله بود که به همراه مادر و خواهر کوچکش ایران را ترک کردند. زندگی در اردوگاه‌های پناهندگان سال‌های اول نوجوانی او را رقم زد تا بالاخره در سن ۱۴ سالگی به همراه خانوادش ساکن انگلستان شدند.
زند فارغ‌التحصیل رشتهٔ معماری از دانشگاه کنت انگلستان است. در سال‌های دانشجویی، علاوه بر نوشتن مقاله در روزنامهٔ دانشگاه، او همچنین فیلم‌برداری و فیلم‌سازی را به‌طور خودآموخته یادگرفت. اینها قدم‌های اولیه سحر در دنیای مستندسازی و خبرنگاری بودند.